# 福田沙纪
福田沙紀（1990年9月19日—），日本女演員。

## 經歷
- 1990年9月19日於日本熊本縣出生，家裡有父母及弟弟。
- 2004年，因第10屆全日本國民美少女比賽得到演技部門賞而出道，隨後接拍3年B組金八先生2007年，因在電視劇《Life》飾演反派「安西愛海」一角而備受關注。
- 2009年2月17日從堀越高等學校畢業。
- 2020年8月31日退出經紀公司奧斯卡傳播。[1]

## 演出

### 電視劇
- 3年B組金八先生（2004年10月-2005年3月、TBS）飾演 麻田玲子
- どんまい!（2005年11月、NHK總合）飾演 佐竹百合
- 生きててもいい…? 〜ひまわりの咲く家〜（2006年3月、富士電視臺星期五電視劇）飾演 河野真希(10歲)
- 女人心機（2006年7月-9月、富士電視台）飾演 伊藤マユミ
- 腳踏車少年記（2006年11月23日、愛知電視臺・東京電視臺）飾演 朝美
- 金曜プレステージ　新宿の母物語（2006年12月22日、富士）飾演 遠藤結花
- 敬啟、父親大人（2007年1月-3月、富士）飾演 坂下エリ
- 山田太一ド浪漫特別劇　星ひとつの夜（2007年5月25日、富士）飾演 佐伯美紀
- Life（2007年6月-9月、富士）飾演 安西愛海
- 金曜プレステージ お母さん ぼくが生まれてごめんなさい（2007年7月13日、富士）飾演 藤谷瞳
- 最喜歡你!!柚子的育兒日記（2008年1月-3月、TBS) 飾演 澤田琴音
- 轉瞬為風（2008年2月25-28日、富士）飾演 谷口若菜
- Ghost Friends（2009年4月2日-6月11日、NHK總合）主演．飾演 神谷明日香
- 女僕刑事（2009年6月26日-9月4日、朝日電視台）主演．飾演 若槻葵
- 警視庁公安部 公安第五課未詳事件特別対策係事件簿(2010年10月8日-、TBS)飾演 志村美鈴
- 四重奏（日语：カルテット (小説)）(2011年1月18日-、TBS)主演．飾演 淳
- 失戀保險（2011年4月7日、YTV）主演．飾演 丸山円
- IS～性别不明(2011年7月) 主演．飾演 星野春
- ランナウェイ～愛する君のために～(2011年10月27日、TBS) 主演．飾演 佐々岡 由紀
- 平清盛(2012年、NHK) 飾演 八重姬
- LEGAL HIGH(2012年4月17日、富士電視台) 飾演 荒川ボニータ/山内花江
- Wの悲劇(2012年4月26日、朝日電視台) 飾演 立花綺羅々
- 警部補・杉山真太郎〜吉祥寺署事件ファイル(2015年、TBS電視台)
- 京都人情捜査ファイル(2015年、朝日電視台)
- 鐵證懸案～真相之門～第三季 第4集(2020年、WOWOW)飾演 內藤由美子
- 《假面騎士GOTCHARD》（2023年12月24日 - 2024年，朝日電視台）飾演 枝見鏡花

### 手機劇
- 秘密的關係 老師是同居人(2010年7月1日-7月13日、Bee TV)主演．飾演 沢村千夏

### 電影
- 櫻之園（2008年11月8日上映） 飾演 結城桃
- 小雙俠（2009年3月7日上映[2]） 飾演 小雙俠2號
- 火天の城（2009年9月12日上映） 飾演 岡部又右衛門的女兒・凛

### 電視廣告
- 2004年10月 Game Boy Advance游戏《聖火降魔錄 聖魔之光石》（任天堂）
- 2005年11月 樂天(Lotte)水果口香糖(Fruits-Gum)
- 2006年6月 2006駅前放置自転車クリーンキャンペーン
- 2007年12月 国民健康保険連合会（佐賀・長崎・大分・熊本）
- 2008年3月 日本ケミファ『ゆびきり編』
- 2008年7月 キンレイ鍋焼きうどん30週年
- 2008年9月 takara tomyHi-kara
- 2009年11月 財団法人 日本防火・危機管理促進協会「火災予防運動」
- 2010年12月 シャープ「LYNX3D docomoSH-03C」

### 廣播節目
- 福田沙紀と柳田理科雄のラジオ空想科学研究所(ニッポン放送)
- 福田沙紀のオールナイトニッポンR(ニッポン放送、2005年9月3日、12月10日)

### 聲優
- 甲蟲王者劇場版 甲蟲王者ムシキング グレイテストチャンピオンへの道 聲演 溝呂木シロー
- Keroro軍曹劇場版3 Keroro對Keroro 空中大決戰（2008年3月）聲演 娜絲卡

## 音樂

### 單曲
- 女排No.1 2005（2005年5月18日）20位
- 花束を下さい（2005年9月7日）48位
- 幸せのテレパシー（2005年12月14日）79位
- GOODBYE・MY・LOVE（2006年8月2日）50位
- 夢空〜ゆめそら〜（2007年3月7日）150位
- 明日への光 （2009年8月12日）19位
- Spr＊ing for you（2010年3月3日）
- Snow Rain （2010年12月8日）

### 專輯
- Sakippo（2006年9月6日）100位
- VOICE（2010年3月3日）

## 舞台劇
- 扶桑花女孩（2008年）主演・飾演 谷川紀美子
- (未有中文譯名)つばき、時跳び (2010年) 主演・飾演 柳井椿

## 獎項
- 2007年第54回日劇學院賞最佳女配角《Life》

## 外部連結
- 福田沙紀 - ユニバーサルミュージック （页面存档备份，存于）
- 福田沙纪的X（前Twitter）
- 福田沙纪的Instagram帳戶